# Gradient
Gradient er et matematisk begreb, der betegner en vektor; dvs. noget der har både størrelse og retning. Desuden afhænger gradienten af en funktions partielle afledte. De partielle afledte er differentialkvotienter med en hensyn til hver sin funktionsvariable. Man kan kun beregne en gradient for en flervariabel funktion, altså en funktion af flere variable.
Det nedenstående gælder for gradienten for en funktion af de to variable, {\displaystyle x} og {\displaystyle y}.

## Notation
Udgangspunktet er en funktion af de to variable {\displaystyle x} og {\displaystyle y} sådan: {\displaystyle z=f(x,y)}
For at beregne funktionens gradient beregner man først de to partielle afledte:
{\displaystyle {\partial f \over \partial x}}
og
{\displaystyle {\partial f \over \partial y}}
For at skabe en vektor multiplicerer man hver afledte med den tilsvarende enhedsvektor. En to-dimensionel vektor kan deles op i en {\displaystyle x}- og en {\displaystyle y}-komposant, der hver består af en enhedsvektor ({\displaystyle {\hat {i}}} og {\displaystyle {\hat {j}}}) multipliceret med længden, som har her sættes til at være den afledtes værdier. Summen af de to komposanter giver gradienten {\displaystyle \nabla f(x,y)}:
{\displaystyle {\textrm {grad}}f(x,y)=\nabla f(x,y)={\partial f \over \partial x}{\hat {i}}+{\partial f \over \partial y}{\hat {j}}}

Symbolet {\displaystyle \nabla } kaldes nabla.
Man siger også, at man anvender vektordifferentialoperatoren nabla på funktionen. Denne operator er givet ved:
{\displaystyle \nabla f(x,y)={\partial  \over \partial x}{\hat {i}}+{\partial  \over \partial y}{\hat {j}}}

Ved at skrive de to afledede under hinanden (som er det typiske for en vektor), så bliver gradienten:
{\displaystyle {\textrm {grad}}f(x,y)=\nabla f(x,y)={\binom {\partial f \over \partial x}{\partial f \over \partial y}}}

Gradienten er en kombination af de partielle afledte. De partielle afledte er en funktions hældning målt langs forskellige koordinatakser. Så gradienten er en kombination af disse hældninger.

## Når gradienten er nul-vektoren
Gradienten kan tolkes sådan:
For en funktion af to variable {\displaystyle f(x,y)=z} peger gradienten, der er en vektor i et punkt på grafen for {\displaystyle f}, i den retning, som funktionen vokser mest.
Af ovenstående definition af {\displaystyle f} fås punktet {\displaystyle (x_{0},y_{0},z_{0})}
{\displaystyle f(x,y)=z} {\displaystyle \Rightarrow } {\displaystyle f(x_{0},y_{0})=z_{0}}
Man viser, at gradienten er nul-vektoren
{\displaystyle {\textrm {grad}}f(x_{0},y_{0})=\nabla f(x_{0},y_{0})={\vec {0}}={\binom {0}{0}}}
Et punkt {\displaystyle (x_{0},y_{0},z_{0})} til hvilket gradienten er nul-vektoren, er et stationært punkt.
Art af stationære punkter
Et stationært punkt kan testes. Testen kan fastslå, om der i det stationære punkt er enten
et (lokalt) maksimum
et (lokalt) minimum
et saddelpunkt
eller ingen af de tre nævnte typer.

For at kunne starte den test er det nødvendigt først at gennemføre disse beregninger:
{\displaystyle r} = den dobbelte afledede med hensyn til {\displaystyle x}
{\displaystyle s} = den dobbelte blandende afledede
{\displaystyle t} = den dobbelte afledede med hensyn til {\displaystyle y}

Herefter beregner man:
{\displaystyle q=r\cdot t-s^{2}}

Så bliver testens konklusion:
for både {\displaystyle q>0} og {\displaystyle r} {\displaystyle >0} så har {\displaystyle f} et (lokalt) minimum i er det stationære punkt {\displaystyle (x_{0},y_{0})} og det tilhørende punkt på grafen er {\displaystyle (x_{0},y_{0},z_{0})}
for {\displaystyle q} {\displaystyle >0} og {\displaystyle r} {\displaystyle <0} så har {\displaystyle f} et (lokalt) maksimum i er det stationære punkt {\displaystyle (x_{0},y_{0})} og det tilhørende punkt på grafen er {\displaystyle (x_{0},y_{0},z_{0})}
for {\displaystyle q} {\displaystyle <0} så har {\displaystyle f} et saddelpunkt i er det stationære punkt {\displaystyle (x_{0},y_{0})} og det tilhørende punkt på grafen er {\displaystyle (x_{0},y_{0},z_{0})}
for {\displaystyle q} {\displaystyle =0} så er i det stationære punkt {\displaystyle (x_{0},y_{0})} hverken et (lokalt) minimum eller (lokalt) maksimum og heller ikke et saddelpunkt.